# Wilhelm von Fircks (General, 1840)
Karl Ernst Wilhelm Freiherr von Fircks (* 22. Dezember 1840 in Breslau; † 4. Januar 1896 in Charlottenburg) war ein preußischer Generalmajor und Kommandeur der 21. Infanterie-Brigade sowie ab 1876 Herausgeber des Taschenkalenders für das Heer.

## Leben

### Herkunft
Wilhelm von Fircks war ein Sohn des preußischen Generalmajors Wilhelm von Fircks (1794–1862) und dessen zweiter Ehefrau Ernestine, geborene von Rabe (1802–1866), verwitwete von Warburg.

### Militärkarriere
Fircks trat Ende März 1859 als Fahnenjunker in das 1. Garde-Regiment zu Fuß der Preußischen Armee ein und avancierte Mitte Juli 1860 zum Sekondeleutnant. Am 23. Februar 1861 wurde er in das 3. Garde-Regiment zu Fuß und bereits am 12. März 1861 in das 3. Garde-Grenadier-Regiment versetzt. Er fungierte als Adjutant des Füsilier-Bataillons und nahm 1864 am Krieg gegen Dänemark teil. Nach Kriegsende war Fricks Adjutant des I. Bataillons und nahm in dieser Eigenschaft 1866 während des Krieges gegen Österreich an den Schlachten bei Soor und Königgrätz teil. Nach seiner Beförderung zum Premierleutnant wirkte Fircks vom 16. Dezember 1866 bis zum 15. Juli 1870 als Regimentsadjutant. Als Führer der 10. Kompanie wurde er während des Krieges gegen Frankreich in der Schlacht bei Gravelotte durch einen Schuss in den Unterleib schwer verwundet und mit dem Eisernen Kreuz II. Klasse ausgezeichnet.
Nach anderweitiger Verwendung in der Adjutantur und mehrfacher Versetzung innerhalb des Gardekorps, kam er im Jahr 1887 als Oberstleutnant im 1. Schlesischen Grenadier-Regiments Nr. 10. Am 21. September 1889 wurde er Oberst und Kommandeur in das 3. Oberschlesische Infanterie-Regiment Nr. 62 in Cosel. Am 26. November 1892 beauftragte man ihn zunächst mit der Führung der 21. Infanterie-Brigade in Breslau und ernannte Fircks mit der Beförderung zum Generalmajor am 27. Januar 1893 zum Brigadekommandeur. In Genehmigung seines Abschiedsgesuches wurde er am 16. Juni 1894 mit der gesetzlichen Pension zur Disposition gestellt und starb am 4. Januar 1896.

### Familie
Fircks heiratete am 26. November 1868 in Kasimir Anna von Prittwitz und Gaffron (1849–1927). Das Paar hatte mehrere Kinder:
- Joachim-Bernhard Erdmann Wilhelm (1870–1915), Major ⚭ 1903 Vera Anna Auguste Ida von Knobelsdorff-Brenkenhoff (* 1872)
- Ernestine Johanna Erdmuthe Wanda (* 1872) ⚭ 1893 Friedrich Anton Gottschalk von Braunbehrens (* 1868)[2]
- Anna Elisabeth Alexandra (* 1874)
- Ernestine Johanna Hedwig Erdmuthe (* 1877) ⚭ 1900 Joachim Bernhard von Prittwitz und Gaffron († 1914), Major, Herr auf Guhlau
- Wilhelm Hermann Alexander (* 1881), Kapitänleutnant